# Комб, Уильям
Уильям Комб (также Кум англ. William Combe; 1741, Бристоль — 19 июня 1823) — английский писатель и поэт. Известен как автор популярной юмористической поэмы «Dr. Syntax». Из написанных им 86 сочинений, напечатанных между 1774 и 1824 годами, только эта поэма, герой которой стал нарицательной фигурой, не была забыта. Серьёзным трудом Комба является его «История Вестминстерского аббатства» (1812).

## Ранние годы жизни
Обстоятельства его рождения в Бристоле в 1741 году доподлинно неизвестны. Неизвестно также, был ли он сыном богатого бристольского купца, или некоего Вильяма Александра, члена муниципалитета Лондона, умершего в 1762 году. Уильям получил образование в Итонском колледже, где был современником Чарльза Джеймса Фокса второго барона Литтлтон, и Уильяма Томаса Бекфорда. Александр завещал Комбу 2000 фунтов стерлингов, которые вскоре исчезли, растраченные на великолепие и экстравагантность, за которые Уильям получил прозвище «Граф Комб». Затем он служил рядовым солдатом, работал поваром и официантом, после чего, наконец, поселился в Лондоне (около 1771), будучи студентом юридического факультета и книготорговцем.

## Творчество
В 1776 году в Лондоне к Комбу пришёл первый успех с его ёдкой сатирой The Diaboliad. Четыре года спустя, в 1780 году, он был брошен в тюрьму за долги, где и провёл бо́льшую часть своей последующей жизни. Его вымышленные письма Последнего Лорда Литтлтон (1780), произвели впечатление на многих его современников, и уже в 1851 году, писатель в Quarterly Review рассматривает эти письма как подлинные. Результатом раннего знакомства с Лоренсом Стерном стали изданные анонимно «Письма, предположительно написанные Йориком и Элизой» (1779). Затем Комб занялся периодической литературой всех жанров: памфлеты, фельетоны, бурлески, «две тысячи колонок бумаги», благодаря чему к 1789 году Комб ежегодно получал от Уильяма Питта двести фунтов стерлингов как публицист.
В 1790 и 1791 годах за шесть томов Devil on Two Sticks in England Комб получил титул «the English le Sage». В 1794—1796 годах он написал текст для Истории реки Темзы Бойделла, а в 1803 году он начал писать для The Times. С 1809 по 1811 годы Комб написал для Political Magazine Аккермана знаменитую поэму «Tour of Dr. Syntax in search of the Picturesque» (Путешествие Доктора Синтакса в поисках Колорита), оформленную иллюстрациями Томаса Роулендсона, и имевшую огромный успех. Она была издана отдельно в 1812 году, и затем за ней последовали два подобных Тура: «in search of Consolation» (в поисках Утешения), и «in search of a Wife» (в поисках Жены). Первая миссис Синтакс умерла в конце первого тура. Потом увидели свет «Six Poems in illustration of drawings by Princess Elizabeth» (Шесть стихотворений для иллюстрации рисунков принцессы Елизаветы) (1813), «The English Dance of Death» (Английский танец смерти) (1815—1816), «The Dance of Life» (Танец Жизни) (1816—1817), «The Adventures of Johnny Quae Genus» (Приключения благородного Джонни Ко)(1822) — всё это было написано для карикатур Роулендсона. Параллельно Комб написал книги по истории Оксфорда и Кембриджа, и об истории Вестминстерского аббатства для Аккермана; «Picturesque Tours along the Rhine and other rivers», Histories of Madeira,Antiquities of York, тексты для книги Тернера «Southern Coast Views», и многочисленные публикации в «Literary Repository».
В последние годы жизни, несмотря на свой далеко не идеальный характер, Комб был почитаем за свой производящий впечатление стиль речи и неисчерпаемый запас анекдотов. Он умер в Лондоне 19 июня 1823 года.